# Elektronische Medien
Ein elektronisches Medium ist ein Medium, das auf elektronischem Weg empfangen und wiedergegeben wird. In zunehmendem Maße werden die übertragenen Mitteilungen digital kodiert. In diesem Fall wird auch der Begriff „digitale Medien“ verwendet. Rein begrifflich muss zwischen Medium als Träger von Inhalten (Informationsmittel/Kommunikationsmittel) und von Medieninhalten selbst unterschieden werden.
Der Begriff „elektronische Medien“ entwickelte sich im 20. Jahrhundert als Synonym für Hörfunk und Fernsehen (Rundfunkmedien). Inzwischen findet eine Begriffserweiterung statt, da moderne elektronische Medien wie Internet, PC und sämtliche mobilen Anwendungen die gleichzeitige Produktion, Übertragung und Rezeption von Inhalten ermöglichen.

## Liste der elektronischen Medien (Beispiele)
Zu den elektronischen Medien zählen:
- Telegrafie
- Telefon
- Rundfunk
  - Hörfunk
  - Fernsehen
- Internet
- CD-ROM
- E-Books
- Elektronische Zeitschrift
- Elektronische Zeitung
- Nachrichtenportale
- Mobilfunk